# Benjamin Weger

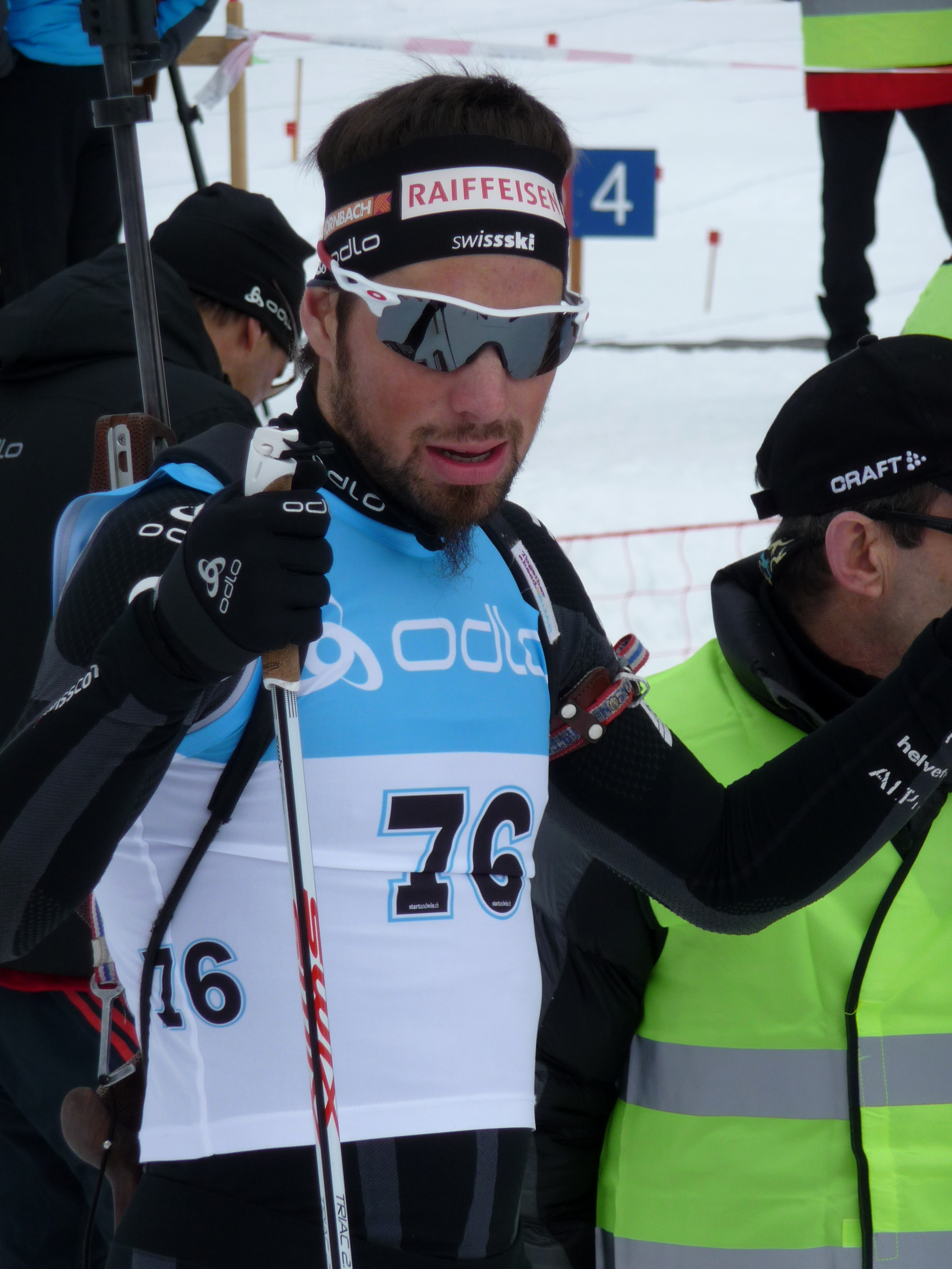
Benjamin Weger

Benjamin Weger, född 5 oktober 1989 är en schweizisk skidskytt. Wegers första pallplats i världscupen i skidskytte var i Pokljukas distanslopp den 16 december 2010 då han blev tvåa.